# Pleumeur-Bodou
Pleumeur-Bodou (bretonisch Pleuveur-Bodoù) ist eine französische Gemeinde mit 3828 Einwohnern (Stand 1. Januar 2022) im Département Côtes-d’Armor in der Region Bretagne. Sie gehört zum Arrondissement Lannion und zum Kanton Perros-Guirec.

## Geographie
Die Gemeinde liegt an der Atlantikküste, die in diesem Abschnitt Côte de Granit Rose genannt wird, rund acht Kilometer nordwestlich von Lannion. Zum Gemeindegebiet zählt auch die der Küste vorgelagerte Insel Île Grande. Der Ort Pleurmeur-Bodou selbst liegt etwa drei Kilometer von der Küste entfernt, Küstenorte der Gemeinde sind Penvern, Kervégan, Kerénoc und Landrellec.
Nachbargemeinden von Pleurmeur-Bodou sind Trégastel im Norden, Perros-Guirec im Nordosten, Saint-Quay-Perros im Osten, Lannion im Südosten und Süden sowie Trébeurden im Westen.

### Verkehrsanbindung
Die Gemeinde liegt abseits überregionaler Verkehrswege. Im äußersten Norden des Gemeindegebietes verläuft entlang der Küste die Départementsstraße D788, im äußersten Süden die D65, die von Lannion nach Trébeurden führt. Die lokale Verkehrsanbindung erfolgt durch die Départementsstraßen D6 (Trébeurden nach Saint-Quay-Perros) und D11 (Lannion nach Trégastel).
Der Flugplatz Aeroport de Lannion-Servel befindet sich in nur vier Kilometern Entfernung.

## Bevölkerungsentwicklung
| Jahr      | 1968 | 1975 | 1982 | 1990 | 1999 | 2009 | 2016 |
| Einwohner | 2542 | 2941 | 3453 | 3677 | 3825 | 4039 | 3968 |

## Sehenswürdigkeiten

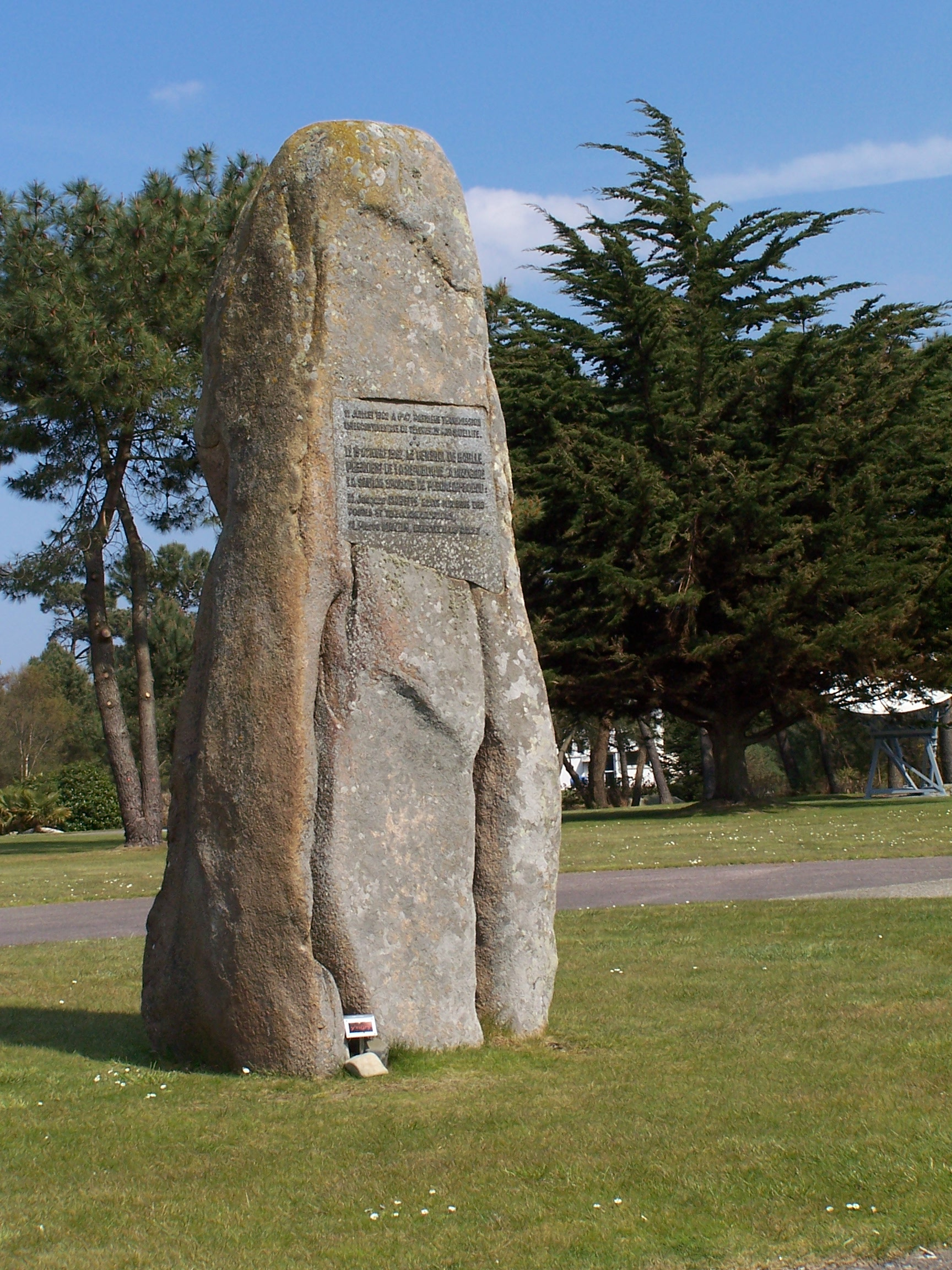
Menhir du Centre de télécommunication spatiale de Pleumeur-Bodou

- Allée couverte de l’Île Grande, auf der Île Grande – Monument historique[1]
- Menhir, bei der Kapelle von Saint Samson – Monument historique[2]
- Menhir von Saint-Uzec, – Monument historique[3]
- Allée couverte von Evez-Bihan
- Allée couverte von Keryvon liegt direkt an der Küstenstraße D 788, nordwestlich von Pleumeur-Bodou
- Chapelle de Saint Samson, Kapelle aus dem 16. Jahrhundert im Weiler Saint Samson – Monument historique[4]
- Croix de Saint Samson, Monumentalkreuz aus dem 17. Jahrhundert bei der Kapelle von Saint Samson – Monument historique[5]
- Château de Kerduel, Schloss aus dem 13. Jahrhundert – Monument historique[6]
- Croix écotée, Monumentalkreuz aus dem 17. Jahrhundert am Kirchenvorplatz – Monument historique[7]
- Le Radôme, Satellitenantenne unter einer Kuppel, aus dem Jahre 1962 – Monument historique[8]
- Erlebnispark Parc du Radôme mit Ausstellungen über Wissenschaft, Technik und Industrie, einem Planetarium und Le Village Gaulois einer Rekonstruktion eines Gallischen Dorfes.

## Städtepartnerschaften
- Crosshaven, Irland